# AVG Technologies
AVG Technologies (fosta Grisoft) este o companie cehă cunoscută pentru produsele sale de antivirus și securitate pe internet pentru platformele Microsoft Windows, Linux și FreeBSD. AVG deține în prezent birouri corporative în Europa, SUA și Marea Britanie. AVG lucrează împreună cu alte companii de tehnologie, inclusiv Verisign, Virgin, WatchGuard pentru a furniza resurse de securitate pentru clienții lor. Produsele comerciale AVG sunt distribuite prin distribuitorii locali, naționali și internaționali în mai multe țări și prin intermediul magazinelor on-line Amazon.com, CNET, Cisco, Intagram Micro, Play.com, Wal-Mart și Yahoo.

### Produse
- AVG Free Edition
- AVG Antivirus
- AVG plus Firewall Edition
- AVG Internet Security
- AVG Network Edition
- AVG Internet Security Network Edition

## Vezi și
- Listă de companii dezvoltatoare de produse software antivirus comerciale